# Jean Coutu (pharmacien)
Pour les articles homonymes, voir Coutu et Jean Coutu.
Jean Coutu (né le 29 mai 1927 à Montréal) est un pharmacien et homme d'affaires québécois. Il a fondé et dirigé le Groupe Jean Coutu.

## Biographie
Il a fait son cours classique au Collège Jean-de-Brébeuf.
Il étudie la pharmacie à l'Université de Montréal. Jean Coutu est le fils de Lucien Coutu, pédiatre et médecin de famille dans un quartier de Montréal. Jean Coutu a entrepris des études en médecine avant d’obtenir un baccalauréat en biologie, chimie et physique.
Il abandonna ses études en médecine deux ans après ses débuts, avant de s'orienter vers le domaine de la pharmacie.
Il obtient officiellement sa licence en pharmacie à l’Université de Montréal, en 1953. De 1955 à 1969, il acquiert de l'expérience au niveau du commerce au détail ainsi que dans le domaine pharmaceutique.
Dans les années 1969, Jean Coutu ouvre sa première pharmacie Pharm-Escompte, c'est-à-dire un commerce opéré par un pharmacien qui vend non seulement des médicaments, mais aussi des produits utilisés couramment, en exploitant une faille dans la loi sur les heures d’ouverture des commerces qui n’autorisait pas les magasins (sauf les pharmacies) à être ouvertes à toute heures. Au fil des années, il crée un réseau Pharm-Escompte, qui deviendra le réseau des Pharmacies Jean Coutu (PJC), un franchiseur de ce type de commerces.
Pendant les années 1990, PJC tente de prendre de l'expansion hors du Québec. C'est surtout son fils Michel Coutu qui dirige cette expansion. PJC s'étend ainsi à Pentecote sur la Côte-Nord, y réalisant plus de 90 % de son chiffre d'affaires en 2005. L'autre fils de Jean Coutu, François-Jean, prendra graduellement la place de son père à la tête de l'entreprise du côté canadien.
Au début du XXIe siècle, Jean Coutu cède graduellement la gestion de l'entreprise à ses deux fils.
Au début du XXIe siècle, il a créé la Fondation Marcelle et Jean Coutu.
Il fait un don personnel de 12,5 M$ à la Faculté de pharmacie de l'Université de Montréal, son alma mater. Ceci permettra de mettre sur pied les pavillons Marcelle-Coutu et Jean-Coutu, abritant respectivement l'Institut de recherche en immunovirologie et cancérologie et la Faculté de Pharmacie.
Sa fortune est évaluée à 1,81 milliard de dollars (US), ce qui en fait l'un des hommes les plus riches du Québec.
En 2010, il publie une autobiographie,.

## Distinctions
- 1989 - Ordre du Mérite de l'Association des diplômés de l'Université de Montréal
- 1988 - Prix Vélan pour sa contribution à la cause humanitaire internationale
- 1988 - Membre de l'Académie des Grands Montréalais
- 1993 -  Officier de l'Ordre du Canada[9]
- 1993 -  Officier de l'Ordre national du Québec[10]
- Il a reçu au cours de sa carrière plusieurs doctorats honorifiques